# ويليام ماكمانوس
ويليام ماكمانوس (بالإنجليزية: William McManus)‏ هو محامي وقاضي وسياسي أمريكي، ولد في 1780 في الولايات المتحدة، وتوفي في 18 يناير 1835. انتخب عضو مجلس النواب الأمريكي.